# Haplostoma dudleyae
Haplostoma dudleyae is een eenoogkreeftjessoort uit de familie van de Botryllophilidae. De wetenschappelijke naam van de soort is voor het eerst geldig gepubliceerd in 1998 door Ooishi.